# Poppy (robot)
Pour les articles homonymes, voir Poppy.
Le robot humanoïde Poppy a été créé dans le laboratoire Flowers bordelais de l'INRIA (situé à Talence) en 2012 à partir de la thèse de Mathieu Lapeyre.
Le projet Poppy est open Hardware (licence CC-by-SA 4.0) et open source (licence GPL V3).
Le robot Poppy est commandé par un Raspberry Pi 3 ou 4.
On peut programmer le robot Poppy, la version simplifiée de son torse Poppy Torso, ou son bras Ergo Junior par l'intermédiaire du site intranet du Raspberry Pi (relié en Wi-Fi avec votre box internet) avec :
- Scratch (langage Scratch) (ou Snap),

- Python (langage Python),

- JavaScript (bibliothèque JS pour Poppy),

- ROS (Robot Operating System).